# جورج جي. ريتشي
جورج جي. ريتشي (بالإنجليزية: George G. Ritchie)‏ هو طبيب نفسي أمريكي، ولد في 25 سبتمبر 1923، وتوفي في 29 أكتوبر 2007.